# مربعة بيشة
مربعة بيشة قرية سوريّة تتبع إداريّاً لمحافظة حلب منطقة السفيرة ناحية الحاجب، بلغ تعداد سكانها (564) نسمة حسب التعداد السكاني لعام 2004.